# Unghiul Mach

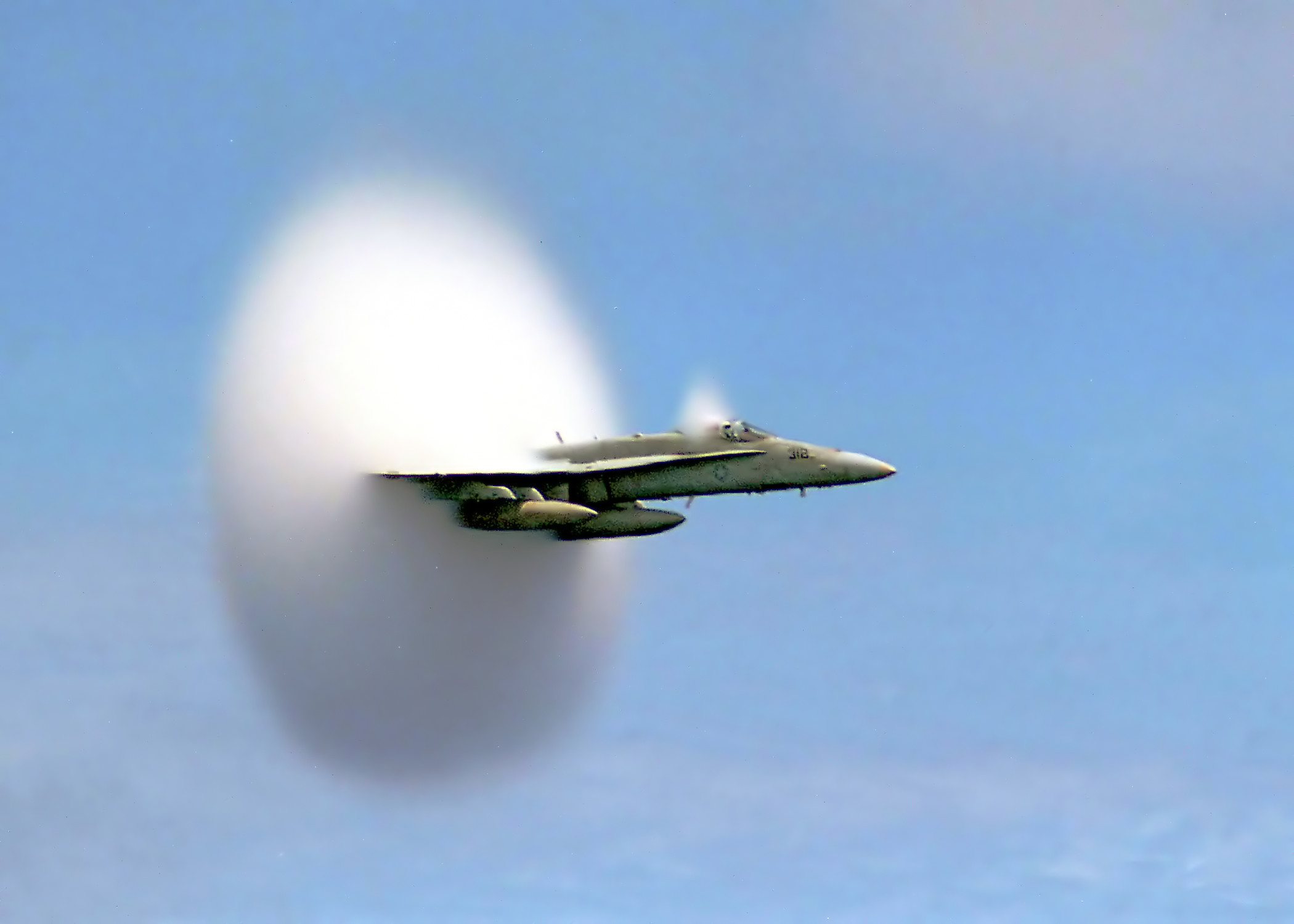
Aeronava americană F/A-18 trece de bariera sunetului. Haloul de culoare albă este format din picături de apa condensată, datorită creșterii presiunii aerului în spatele undei de soc (vezi și singularitatea Prandtl–Glauert)

În dinamica fluidelor, unda Mach este o undă de presiune care se propagă cu viteza sunetului datorită unei creșteri de presiune într-o curgere compresibilă. 

## Unde balistice

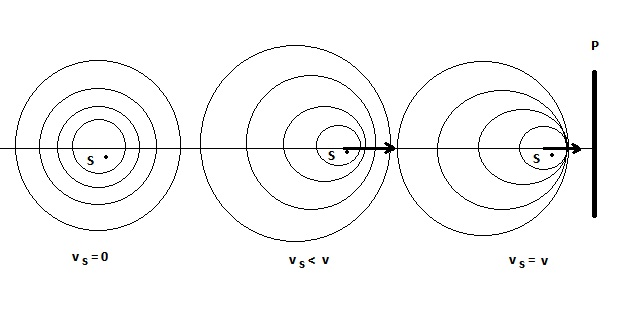
Undele sonore emise de o sursă punctiformă statică într-un mediu omogen în cazurile v = 0, v < a și v = a

Undele sonore emise de o sursă punctiformă statică într-un mediu omogen, izotrop au fronturi de undă sferice și concentrice cu sursa. Dacă o sursă se mișcă într-o anume direcție dată cu viteza v, iar viteza sunetului este a, există trei cazuri distincte, în funcție de raportul în care se află cele două surse.
1. v < a. În această situație fronturile de undă sunt tot sferice, învelindu-se unele pe altele fără a se intersecta, dar nu sunt concentrice. Sunt mai apropiate una de alta pe direcția dată în sensul de mișcare și mai îndepărtate în sens contrar mișcării sursei.
2. v = a. Cazul este similar primului, cu diferența că fronturile de undă au un punct frontal comun, care coincide cu poziția sursei în momentul considerat. Intensitatea sunetului în planul P crește foarte mult deoarece fronturile undelor emise continuu se însumează în acest punct.
3. v > a. Acesta este cazul vitezelor supersonice. Fronturile de undă sferice rămân în acest caz în urma sursei, întretăindu-se unele pe altele. Ele vor fi cuprinse într-un con de deschidere 2α, cu vârful în O, unde se află sursa la momentul respectiv.

## Unghiul Mach

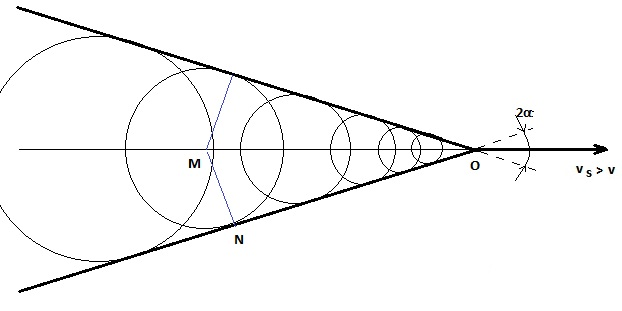
Undele sonore produse la viteze supersonice

În timp ce unda sonoră, aflată la un moment dat în punctul M, s-a propagat până la N, parcurgând o distanță MN = at, sursa s-a deplasat pe distanța MO = vt.
Făcând raportul acestor două relații se obține valoarea unghiului α, numit unghiul lui Mach.
{\displaystyle \sin {\alpha }={\frac {MN}{MO}}={\frac {a}{v}}}
Această ultimă relație, prin cunoașterea unghiului Mach, permite determinarea poziției supersonice.
Unda sonoră localizată în conul de deschidere 2α este denumită undă balistică. Această undă, provocată în mediu de deplasarea sursei, nu este o undă periodică, ea se propagă în acest con care își mărește baza continuu. Ea reprezintă o undă de compresiune care se deplasează cu viteza v a sunetului într-un plan perpendicular la frontul de undă și care produce șocuri puternice asupra tuturor corpurilor întâlnite.
Unghiul Mach se poate determina și cu relația:
{\displaystyle \mu =\arcsin \left({\frac {1}{M}}\right),}
unde M este numărul Mach.